# Газовая электронография
Газовая электронография — метод изучения строения молекул. При электронографическом исследовании коллимированный поток электронов направляется вдоль сравнительно длинной вакуумированной трубы, в которую сбоку впрыскивается исследуемое вещество (газообразное или превращающееся в газ в момент впрыскивания).
Каждая молекула вещества выступает как набор дифракционных решеток с периодами, равными всевозможным расстояниям между атомами молекулы. Дифрагируя, электроны отклоняются от первоначального направления, после чего центральная часть рассеянного веществом потока регистрируется в торце трубы фотопластинкой (после проявки на ней появляются концентрические окружности) или другим детектором, а электроны, отклонившиеся достаточно сильно, поглощаются стенками трубы и не регистрируются. Численный анализ дифракционной картины позволяет вычислить расстояния между атомами молекулы, а знание структуры молекулы позволяет соотнести вычисленные расстояния с теми или иными парами атомов.
С помощью газовой электронографии рассчитывают геометрию молекул, свободных от влияния соседних молекул (в веществе, находящемся в жидком или твёрдом агрегатных состояниях, такое взаимовлияние неизбежно). Сопоставление результатов электроннографического исследования паров вещества с результатами рентгенографического исследования кристаллов того же вещества демонстрирует влияние на молекулу кристаллического поля.